# Distrito electoral 2 (condado de Pawnee, Nebraska)
El distrito electoral 2 (en inglés: Precinct 2) es un distrito electoral ubicado en el condado de Pawnee en el estado estadounidense de Nebraska. En el Censo de 2010 tenía una población de 802 habitantes y una densidad poblacional de  personas por km².

## Demografía
Según el censo de 2010, había 802 personas residiendo en el distrito electoral 2. La densidad de población era de  hab./km². De los 802 habitantes, el distrito electoral 2 estaba compuesto por el 97.01% blancos, el 0.37% eran amerindios, el 0.5% eran asiáticos, el 0.5% eran de otras razas y el 1.62% pertenecían a dos o más razas. Del total de la población el 1.37% eran hispanos o latinos de cualquier raza.